# Z/X IGNITION
『Z/X IGNITION』（ゼクス イグニッション）是Broccoli发售的交换卡片游戏（TCG）『Z/X』原作与动画剧集作品。

## 介绍
在近未来，世界各地出现了通往异世界的通道“黑点（Black Point）”。然后叫Z/X的怪物从里面出现，Z/X和人类就展开战斗。
其中主人公天王寺飞鸟，一朝从在街角遇见的少女手中得到「卡片装置（Card Device）」。